# Nemanema obtusum
Nemanema obtusum är en rundmaskart som först beskrevs av J.P. Villot 1875.  Nemanema obtusum ingår i släktet Nemanema och familjen Oxystominidae. Inga underarter finns listade i Catalogue of Life.